# Henry Carter Adams
Henry Carter Adams (Davenport, 31 de dezembro de 1851 — Ann Arbor, 11 de agosto de 1921) foi um economista americano.

## Biografias
Adams era filho de Elizabeth Douglas Adams e Efraim, um missionário da Iowa Band, da Nova Inglaterra. Graduou-se no Iowa College (atual Grinnell College), que foi co-fundado por seu pai.
Adams foi para a Escola Teológica Andover Newton, em seguida, estudou em Heidelberg e Berlim durante dois anos, antes de ir para a Universidade Johns Hopkins, onde adquiriu o grau de Ph.D. em 1878 e tornou-se professor de 1880 a 1882. Foi depois professor na Universidade Cornell. Tornou-se também estatístico para o Interstate Commerce Commission e foi responsável pelo departamento de transporte no censo de 1900.
Em 1887, tornou-se professor de economia política e finanças da Universidade de Michigan, e ensinou lá de 1886 a 1921. Lá, ele também trabalhou com John Dewey.
Adams morreu em 1921, em Ann Arbor, Michigan.

## Obras
Ele publicou:
- Lectures on Political Economy (1881)
- History of Taxation in the United States, 1789 to 1816 (1884)
- Public Debts (1887)
- The State in Relation to Industrial Action (1887)
- Relation of American Municipalities to Quasi-Public Works (1888)
- The Science of Finance (1888), que mais tarde foi traduzido para o idioma japonês.
- Statistics of Railways in the United States (6 vols., 1888–1898)
- Economics and Jurisprudence (1897)
- Description of Industry: An Introduction to Economics (1918)